# Sergi Gómez
Sergi Gómez Solà (ur. 28 marca 1992 w Arenys de Mar) – hiszpański piłkarz występujący na pozycji obrońcy w RCD Espanyol.